# Heilig Hartbeeld (Standdaarbuiten)
Het Heilig Hartbeeld is een standbeeld in de Nederlandse plaats Standdaarbuiten, in de provincie Noord-Brabant.

## Achtergrond
Het Heilig Hartbeeld werd gemaakt door Leo Jungblut en gebakken bij het Atelier St. Joris in Beesel. Het beeld werd in 1953 geïntroniseerd. Het stond aanvankelijk bij de R.K. jongensschool op de hoek van de Dr. Poelstraat en de Sint Janstraat, het verhuisde later naar een gazon achter de Johannes de Doperkerk. Andere exemplaren van Jungbluts ontwerp werden geplaatst in Beesel, Rucphen en Ulft.

## Beschrijving
Het beeld toont een Christusfiguur ten voeten uit, gekleed in een lang gewaad en met wapperende mantel. In zijn naar voren gestoken linker handpalm is de stigmata zichtbaar. Met zijn rechterhand omvat hij het vlammend Heilig Hart voor zijn borst. Het beeld is gemaakt van geglazuurd aardewerk. Het beeld staat op een lage gemetselde sokkel.